# AndLinux
andLinux è un emulatore di sistemi Ubuntu con Kernel Linux progettato per essere
eseguito in ambienti Microsoft Windows (Versioni 2000, XP, 2003, Vista, 7; Supportate esclusivamente le versioni a 32 bit), basato sul kernel 0.74 di coLinux (cooperative Linux).
Per l'utilizzo su sistemi MAC OS X  è richiesta una compilazione del kernel specifica per i sistemi Apple.
Il programma opera in parallelo con Windows, e ne condivide l'accesso alle risorse di sistema. Per questa modalità questo tipo di sistema è chiamato CVM (Acronimo di Cooperative Virtual Machine).
Le CVM condividono le  risorse fisiche esistenti della macchina fisica, consentendo ad entrambi i sistemi
operativi, il pieno controllo della macchina. Nelle macchine virtuali tradizionali, il sistema operativo guest controlla esclusivamente le risorse hardware a lui dedicate dal sistema host.
AndLinux è eseguito in ambiente Win32, come processo in modalità privilegiata. Il processo opera sull'hardware tramite il kernel Windows, assumendo quando
necessario il controllo dell'MMU e servendosi di periferiche virtualizzate per la gestione dell'I/O.
Permette quindi di eseguire la maggior parte delle applicazioni per Ubuntu.
AndLinux disponibile in due distribuzioni:
- Versione da 537 MB con desktop KDE.
- Versione da 200 MB con desktop XFCE.

## Confronto con CoLinux
AndLinux, a differenza di coLinux, utilizza come server grafico Xming per eseguire il sistema X Windows ed il server audio PulseAudio.
Queste modifiche, a detta degli sviluppatori, permettono una maggiore integrazione con Windows.

### Architettura
| User-space     |
| kernel coLinux |

| User-space     |
| kernel Windows |

## Confronto con User Mode Linux
User Mode Linux è un sistema basato su  kernel Linux in esecuzione nello spazio utente di un sistema host.
CoLinux e AndLinux sono sistemi sempre basati su kernel Linux ma sviluppati per essere eseguiti nativamente su sistemi host Microsoft Windows.